# Yalda (Vorname)
Yalda (oder Yelda) ist ein weiblicher Vorname.

## Herkunft und Bedeutung
Yalda ist ein türkischer weiblicher Vorname persischer Herkunft. Der Name geht auf die persische Bezeichnung für Wintersonnenwende, die Yalda-Nacht, zurück.

## Namensträgerinnen
- Yalda Hakim (* 1983), australische Fernsehmoderatorin und Journalistin
- Yelda Reynaud (* 1972), türkisch-österreichische Schauspielerin